# Ramal Talca-Constitución
El ramal Talca-Constitución (también conocido como Buscarril) es un ramal no electrificado de ferrocarriles ubicado en la provincia de Talca, que conecta las comunas de Talca y Constitución en la región del Maule. Está construido en trocha estrecha (o métrica) de 1000 mm.
En el ramal es utilizado un buscarril Ferrostaal SB-56, de procedencia alemana. Tracción Diesel, año 1961, con velocidad máxima de 60 km/h, motor diésel de 180 HP, frenos neumáticos, compuesto por 2 coches (motriz + remolque) con capacidad de 80 asientos, su peso total es de 30,3 toneladas, y su longitud es de 25,5 metros y sus servicios son de Clase económica, 1 WC con inodoro y lavamanos.

## Historia
Se encargó su construcción en diciembre de 1888 a la North and South American Company, y esta se inició a mediados de 1889, durante el gobierno de José Manuel Balmaceda.
Fue inaugurado en su primer tramo el sábado 13 de agosto de 1892, entre las estaciones de Talca y Curtiduría. En seguida, y no sin vencer grandes obstáculos, se inauguró el siguiente tramo, hasta la estación de Pichamán el día 1 de noviembre de 1894. Luego, se prosiguió lentamente hasta la ribera norte del río Maule, frente a Constitución, en el sector de Banco de Arena donde se estableció la primera estación, en 1902. Desde aquí las personas cruzaban el río en botes hasta la otra orilla, donde se abordaba otro convoy, o en vapores que desembarcaban en el muelle fiscal de Constitución. En dicho sector, se establecieron pobladores que dieron vida al sector.
Esta fue la estación durante 13 años, ya que en 1915 se inauguró la actual estación de Constitución, con la construcción del Puente Banco de Arena, la cual fue costosa y problemática, y que cobró muchas vidas de maulinos.

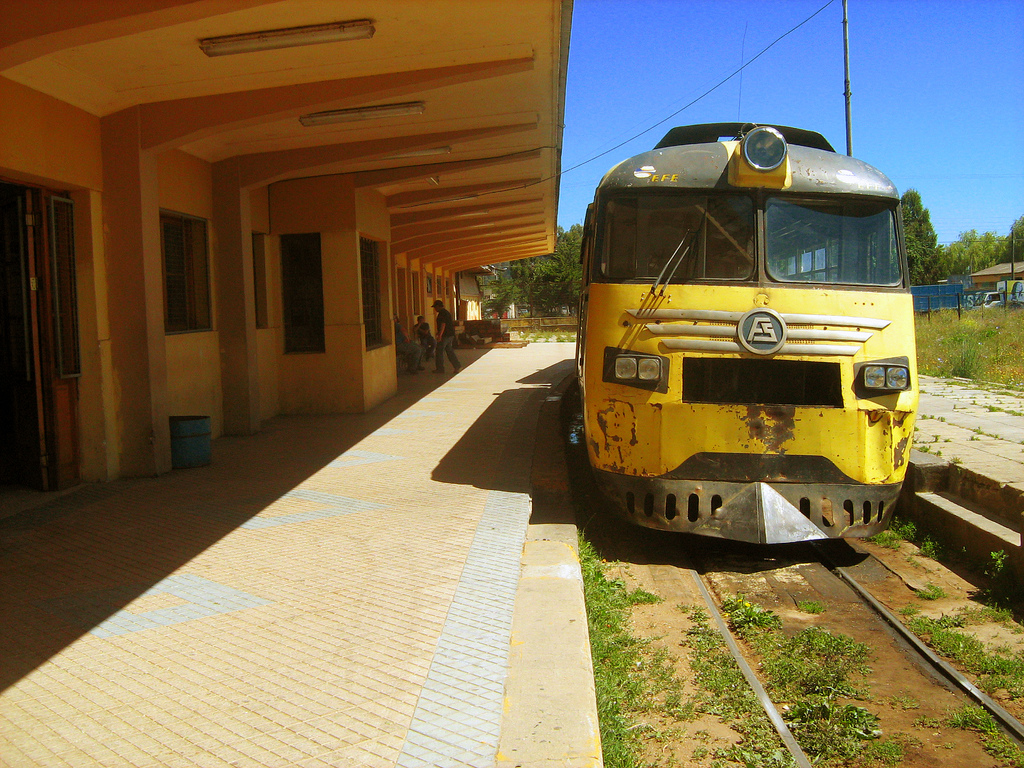
Estación Constitución.

La construcción de este ramal ferroviario tardó casi 26 años, la cual pasó 7 gobiernos, desde José Manuel Balmaceda (1886-1891) hasta Ramón Barros Luco (1910-1915). El ramal fue inaugurado en su totalidad el día 19 de diciembre de 1915, en los inicios del gobierno de Juan Luis Sanfuentes. El recorrido seguía a la costa, hacia los llamados «Baños de agua de mar» (lugar abandonado en la actualidad), y hacia la planta de celulosa Celco.
Para llegar a la planta de celulosa, los trenes debían recorrer el trazado tendido por las calles de Constitución, situación que fue prohibida por la Municipalidad en la década de 1970, aunque hasta inicios de la década de 1990 aun era frecuente ver esa situación. Así se dejó a favor el transporte camionero, al que los cuales EFE y Fepasa no apelaron con mayor fuerza, por lo que se paralizó definitivamente el servicio de carga.
Los pueblos que se encuentran conectados por el ramal no tienen una buena conexión a través de caminos (en promedio están separados por 35 kilómetros de la Ruta K-60 la cual une la ciudad de Talca con la comuna de Curepto), por lo cual el Ministerio de Transporte y Telecomunicaciones llamó a licitación para un sistema de conectividad para dichas localidades, sin especificar el medio, la cual EFE ganó, por ventaja de costos.
Desde noviembre de 2002, la totalidad del ramal cuenta con energía eléctrica. El día 25 de mayo de 2007 fue declarado Monumento Nacional (MN), lo que significa que es patrimonio y no podrá ser levantado.
Tras el terremoto que afectó a la zona en febrero de 2010, el ramal sufrió graves daños, como el azote del maremoto en la estación Constitución.
En la actualidad, la estación González Bastías es la única parada obligatoria del ramal, que opera con dicho rango; las demás estaciones del tramo (excepto algunas pocas) fueron cerradas a mediados de la década de 1990.
En 2020 el Ministerio de Transportes y Telecomunicaciones en conjunto con la Empresa de los Ferrocarriles del Estado comenzaron el proceso de licitación internacional para la renovación del servicio férreo, que incluiría la adquisición de nuevas locomotoras. Además se obtuvo la aprobación del Consejo de Monumentos Nacionales para la reconstrucción de estaciones con valor patrimonial y el recambio de las vías férreas del servicio.

## Recorrido
(En cursiva se indican los paraderos y/o estaciones no operativas y en negrita las estaciones oficiales y activas en la actualidad)
| Estación         | Descripción |
| ---------------- | --- |
| Talca            | Es la estación desde la cual parte el tren todos los días del año a las 7:30 y 16:20. |
| Colín            | Ubicada en el kilómetro 12, debe su nombre a las "Colines", nombre de unas aves que abundaban en el lugar. |
| Rauquén          | Hoy funciona solo como paradero, que se ubica pasado el puente que atraviesa el Río Claro. Tuvo el rango de estación hasta 1960. |
| Corinto          | Antes llamada «Pocoa». Ubicada en el kilómetro 27 del trayecto, debe su nombre a que un empresario griego, propietario de un molino en el lugar, encontró la zona muy parecida a la región Corintia del centro de Grecia. Muy característica es en esta zona su Iglesia, que data de 1794 y que cada 8 de diciembre es muy concurrida por la celebración de la Inmaculada Concepción. |
| El Morro         | En la actualidad es solo un paradero, ubicado en una zona muy parecida al Morro de Arica (de ahí el nombre), pasado la estación de Corinto, en las inmediaciones de la desembocadura del río Claro y muy cerca también de la desembocadura del río Loncomilla. Tuvo rango de estación hasta 1962. |
| Curtiduría       | Estación ubicada en el kilómetro 34 del trayecto, debe su nombre a una curtiembre que hubo en el sector entre fines del siglo XIX y mediados del siglo XX. Hoy es famosa por sus plantaciones y mostos de uva rosada. Fue la estación terminal cuando el Ramal inaugura su primer tramo en agosto de 1892. |
| Los Llocos       | Paradero ubicado en el kilómetro 36, 5 del trayecto, en la aldea del mismo nombre. |
| Tricahue         | Paradero ubicado en el kilómetro 38 del trayecto, en lo que alguna vez fue un monasterio carmelita. |
| El Peumo         | Paradero ubicado en el kilómetro 41 del tramo. |
| González Bastías | Esta es la estación ubicada en el kilómetro 44 del tramo (justo en la mitad), esta es detención obligada ya que aquí se juntan los trenes que salen, tanto de Talca como de Constitución para luego seguir por la vía hacia sus respectivos destinos. Esta estación tuvo el nombre de «Infiernillo» hasta 1956; su nombre actual se debe a su habitante más legendario, Jorge González Bastías. Tuvo hasta diciembre de 1984 un retén de Carabineros.                                                                                                   |
| Toconey          | Estación ubicada en el kilómetro 48 de trayecto; antes se llamó San Antonio, luego se llamó Tanhuao, sin embargo este último nombre generaba confusión por los denominados Baños de Tanhuao, los cuales se ubican en el sector llamado Tanhuao, en las cercanías de la estación Curtiduría; por dicha razón en 1946 el nombre fue cambiado a su denominación actual. Es una de las estaciones con mayor movimiento dentro del ramal, que albergaba hasta mediados de 2009 a la única oficina del Servicio de Registro Civil e Identificación del ramal. |
| Pichamán Oriente | Rústico paradero ubicado en el kilómetro 50,5 del ramal. |
| Pichamán         | Su nombre en mapudungún quiere decir " cóndor pequeño". Ubicada en el kilómetro 52 del trayecto, es una estación algo abandonada, compuesta por un vagón de ferrocarril, luego que la anterior sufriera un incendio a fines de 1984. Fue la estación terminal al inaugurarse el segundo tramo en 1894. |
| Los Romeros      | Paradero ubicado en el kilómetro 55 del ramal, es uno de los paraderos con mayor movimiento. |
| Los Maquis       | Paradero ubicado en el kilómetro 57,5 del ramal. |
| Forel            | Estación que se ubica en el kilómetro 62 del tramo, llamada El Álamo hasta 1938, debe su actual nombre al biólogo suizo Francisco Alfonso Forel (François-Alphonse Forel) quien vivió varios años en el sector. También esta estación se incendió, pero a fines de 1986. Unos 500 metros al poniente de esta estación se ubica el túnel de Quebrada Honda. |
| Huinganes        | Ubicada en el kilómetro 66 del trayecto, es una de las estaciones mejor conservadas, pero es el sector que tiene más problemas de todo el ramal para acceder por carretera. Hasta la estación Forel se puede acceder a las estaciones del ramal por la carretera K-60, que une Talca con Curepto. La estación debe su nombre al huingán o molle, arbusto que abunda en el sector. |
| Los Digüeñes     | Ubicado en el Kilómetro 70 del ramal. |
| Maquehua         | Se ubica en el kilómetro 74 del ramal, era una de las estaciones mejor mantenidas de todo el tramo hasta que fue destruida por los incendios forestales de 2017. |
| Astillero        | Paradero ubicado en el kilómetro 78 del ramal. |
| Banco de Arena   | Este en la actualidad es un paradero ubicado en el kilómetro 83 del trayecto, hasta 1912 fue la estación terminal del ramal, ya que no existía el puente Banco de Arena, el cual fue inaugurado en el año 1915. |
| Constitución     | En la actualidad es la estación terminal del tramo, en el kilómetro 88, ubicada frente al Terminal de Buses de la ciudad, el edificio data de 1940. Constitución es la ciudad costera de mayor tamaño en el tramo comprendido entre las ciudades de San Antonio (Región de Valparaíso) por el norte, y Tomé (Región del Biobío) por el sur. |